# Кенен Азірбаєв
Кене́н Азірба́єв (каз. Кенен Әзірбаев) — село у складі Ілійського району Алматинської області Казахстану. Входить до складу сільського округу Отеген-батира.
Населення — 5113 осіб (2021; 6532 у 2009, 3489 у 1999, 3677 у 1989).
До 2016 року село мало статус селища. До 2024 року село називалось Покровка.